# Джинкс Мейз
Джинкс Мейз (на английски: Jynx Maze) е американска порнографска актриса, родена на 6 октомври 1990 г. в Лонг Бийч, щата Калифорния, САЩ.
Тя е от смесен етнически произход – перуански, ирландски и шотландски.

## Кариера
Най-напред работи като стриптийзьорка в град Чико, Калифорния.
Дебютира като актриса в порнографската индустрия през февруари 2010 г., като първата ѝ секс сцена е за уебсайта Kink.com.
Поставена е на 16-о място в класацията на списание „Комплекс“, наречена „Топ 100 на най-горещите порнозвезди (точно сега)“ от юли 2011 г.
Мейз е една от 15-те порноактриси участващи във видеоклипа на песента „YouPorn“ (2012) на рапъра Брайън Макнайт.

## Награди и номинации
- 2010: Номинация за CAVR награда за звездица на годината.[6]
- 2012: Номинация за AVN награда за най-добра нова звезда.[7]
- 2012: Номинация за AVN награда за най-добра секс сцена с двойно проникване – „Анал фанатик 2“ (с Ерик Евърхард и Стив Холмс).[7]
- 2013: Номинация за NightMoves награда за най-добро дупе.[8]